# The Marine 4: Moving Target
The Marine 4: Moving Target è un film del 2015 diretto da William Kaufman.
È il quarto capitolo della serie, dopo Presa mortale (The Marine), Presa mortale 2 (The Marine 2), e Presa mortale - Il nemico è tra noi (The Marine 3: Homefront). Negli Stati Uniti d'America è uscito in home video, in Italia è stato trasmesso in prima TV sui canali Sky Cinema.

## Trama
Jake Carter, un ex marine degli Stati Uniti, ora lavora presso la 'Hawthorne Global Security', un'agenzia di sicurezza privata guidata da Robert Daniels. Lui e alcuni altri uomini stanno aspettando in aeroporto l'arrivo dell'informatore Olivia "Liv" Tanis, un ingegnere informatico che lavorava per la "Genesis Defense Corporation", uno dei maggiori appaltatori della difesa degli Stati Uniti. Liv ha informazioni sui traditori all'interno della Genesis e sono stati assunti dal Dipartimento di Giustizia per proteggere Liv fino a quando non avrà preso la custodia ufficiale.
Mentre sono in rotta per la custodia di Liv, il loro convoglio viene attaccato in un'imboscata da un gruppo di mercenari assoldati dai militari corrotti della "Genesis", guidati da Simon Vogel. I mercenari riescono a uccidere Daniels e i suoi uomini ad eccezione di Jake, che prende Liv e riesce a fuggire e a superare i mercenari rubando la loro auto. Il duo si dirige verso il rifugio sicuro prestabilito.
Una volta lì, Liv prende la pistola di Jake e dice che ha bisogno delle chiavi della macchina di Jake per andare alla stazione di polizia. Apprendendo che uno dei convogli potrebbe essere un rinnegato, Jake è diffidente perché non lo conosce ma afferma che se andrà da sola le verrà tesa un'imboscata: Jake la convince di essere un ex marine. Più tardi, Nathan Miller ed Ethan Smith, membri del Dipartimento di Giustizia, arrivano al rifugio. Ethan improvvisamente spara a Nathan in testa dopo aver raccontato le informazioni di Simon Vogel e dell'incidente perché l'uomo lavora con Vogel: quindi cerca Liv mentre mette sotto tiro Jake. Liv scappa di casa facendo suonare la sveglia distraendo Ethan che, nel frattempo, combatte contro Jake. Nel frattempo, il gruppo di mercenari arriva nel rifugio ma Liv e Jake riescono a superarli usando una barca.
Dopo essersi allontanati dalla barca, camminano accanto al torrente, pianificando la prossima mossa. Liv diffida ancora di Jake, quindi Jake afferma che i ribelli non si fermeranno finché non riusciranno a ucciderla. Ancora non convinta, la ragazza colpisce Jake in testa con un sasso, facendo cadere e svenire il militare. Liv corre verso l'autostrada e fa l'autostop a un camion per raggiungere la stazione di polizia più vicina. Nel frattempo, Jake si riprende e segue la traccia lasciata da Liv: vede un'auto della polizia di passaggio, che lo aiuta a localizzare la stazione di polizia, dove Liv si sta dirigendo.
Alla stazione di polizia, Liv si lamenta che dei ribelli la stanno cercando per ucciderla e viene preso in custodia. Poco dopo, Jake arriva alla stazione di polizia e chiede dove si trova. Il detective della polizia, det. Paul Redman, che sta cercando di verificare l'identità di Jake, sta parlando con Ethan al telefono senza sapere che lavora con i ribelli, che gli ordina di tenere Jake e Liv, entrambi in custodia, fino al suo arrivo. Gli ufficiali arrestano sia Jake che Liv: Ethan e i ribelli arrivano lì. Prima entra da solo nella stazione di polizia, seguito poi da un attacco dei ribelli, per il quale era totalmente impreparato. Quindi procedono a uno scontro a fuoco con gli ufficiali sopravvissuti. Jake e Liv ottengono le chiavi delle manette da un ufficiale morto e si liberano. Jake la mette in un posto sicuro e si unisce allo scontro a fuoco. I quattro ufficiali rimanenti, incluso Redman, vengono uccisi mentre tentano di fuggire. I due riescono a fuggire da loro ma i ribelli, vedendoli scappare, continuano a dare loro la caccia. Il duo li perde presto, ancora una volta.
Jake e Liv trascorrono tutta la notte stando nei boschi. La mattina dopo, Jake chiama Vogel sul suo telefono al loro arrivo nei boschi. Inizia una sparatoria, uccidendo la maggior parte dei ribelli tra cui il loro cecchino Dawes grazie all'assistenza di alcune trappole fatte da Jake. Nel caos che ne segue, Ethan tiene prigioniero Liv ma quest'ultima si libera, permettendo a Jake ed Ethan di combattere. Mentre Ethan prende il sopravvento, Liv gli spara alla testa. All'improvviso, Vogel spara a Jake alla spalla, stordendolo temporaneamente. All'insaputa di Vogel, Liv è stata in grado di trovare abbastanza segnale e finisce di caricare le informazioni sulla squadra militare corrotta ad una dozzina di siti di notizie. Vogel quindi la colpisce. Jake, ora ripresosi, affronta Vogel, gli spezza il collo e lo uccide.
Pochi giorni dopo, Liv afferma che sei membri della "Genesis Defense Corporation" sono stati incriminati per tradimento e cospirazione. Liv regala uno smoking nuovo di zecca a Jake a causa della perdita di quello precedente. Liv bacia Jake e sale sull'aereo lì vicino. Jake osserva mentre l'aereo vola via.